# Carallia paucinervia
Carallia paucinervia är en tvåhjärtbladig växtart som beskrevs av A.J.G.H. Kostermans. Carallia paucinervia ingår i släktet Carallia, och familjen Rhizophoraceae. Inga underarter finns listade i Catalogue of Life.